# Ксьонжниці (Підкарпатське воєводство)
Ксьонжниці (пол. Książnice) — село в Польщі, у гміні Мелець Мелецького повіту Підкарпатського воєводства.
Населення — 600 осіб (2011).
У 1975-1998 роках село належало до Ряшівського воєводства.

## Демографія
Демографічна структура станом на 31 березня 2011 року:
|          | Загалом | Допрацездатний вік | Працездатний вік | Постпрацездатний вік |
| -------- | ------- | ------------------ | ---------------- | -------------------- |
| Чоловіки | 306     | 69                 | 207              | 30                   |
| Жінки    | 294     | 59                 | 166              | 69                   |
| Разом    | 600     | 128                | 373              | 99                   |